# Mohamed Mezghrani
Mohamed Amin Mezghrani (Orano, 2 giugno 1994) è un calciatore belga con cittadinanza algerina, difensore del Ruch Chorzów.

## Carriera
Cresce calcisticamente con il Diegem, successivamente passa al Brussels, venendo acquistato nel 2011 dal prestigioso Standard Liegi, terminando il proprio cammino nelle giovanili. Nel 2013 debutta nel professionismo grazie al Turnhout, club della Derde klasse belga, con cui rimane per due stagioni collezionando 41 presenze ed un gol. Nella stagione 2015-2016 scende di categoria accasandosi al Duffel, militante nella Division 2 amateur, ovvero la quarta divisione belga. Il 29 gennaio 2019 firma un contratto biennale con l'Honvéd. Il 2 maggio 2021 mette a segno il suo primo gol con la maglia dell'Honvéd nella partita vinta 1-0 contro il Budafok grazie al suo gol, risultando determinante per la salvezza della propria squadra nella massima serie. Il 3 gennaio 2022 dopo 54 presenze ed un gol, si trasferisce a titolo definitivo alla Puskás Akadémia.

## Palmarès

### Club

#### Competizioni nazionali
- Coppa d'Ungheria: 1

Honvéd: 2019-2020